# Andrzej Filipowicz
Andrzej Filipowicz (ur. 13 maja 1938 w Warszawie) – polski szachista, sędzia klasy międzynarodowej, dziennikarz i działacz szachowy, mistrz międzynarodowy od 1975 roku.

## Życiorys
W latach 1959–1980 osiemnastokrotnie wystąpił w finałach mistrzostw Polski mężczyzn, największy sukces odnosząc w 1971 r. w Poznaniu, gdzie wywalczył brązowy medal. Oprócz tego w latach 1960, 1966, 1967, 1970 oraz 1979 pięciokrotnie zajął IV miejsca. Czterokrotnie (w latach 1958–1963) reprezentował barwy Polski na akademickich drużynowych mistrzostwach świata oraz sześciokrotnie – na szachowych olimpiadach (w latach 1960–1972). W 1973 r. wystąpił również w narodowej drużynie na rozegranych w Bath drużynowych mistrzostwach Europy, na których polski zespół zajął IV miejsce.
W 1964 r. zwyciężył w rozegranym w Polanicy-Zdroju memoriale Akiby Rubinsteina, będąc do 2007 r. jednym z czterech polskich szachistów, którzy triumfowali w tym turnieju. Wielokrotnie startował w międzynarodowych turniejach, w 1973 r. podzielił III-IV m. w Polanicy-Zdroju, w 1977 r. zajął IV m. w Gausdal i Esbjergu, w 1979 r. zwyciężył w Bagneux, natomiast w 1981 r. zajął II m. w Rzymie.
Najwyższy ranking w karierze osiągnął 1 maja 1974 r., z wynikiem 2430 punktów zajmował wówczas 2. miejsce (za Włodzimierzem Schmidtem) wśród polskich szachistów.
Od połowy lat 70. dał się poznać jako działacz szachowy. W tym okresie po raz pierwszy został wybrany do Zarządu Polskiego Związku Szachowego, w którego składzie – z nielicznymi przerwami – znajdował się przez kilkadziesiąt kolejnych lat. W 1993 r. otrzymał tytuł honorowego członka PZSzach. Od 1978 r. pełnił również wiele funkcji w strukturach Międzynarodowej Federacji Szachowej (FIDE), m.in. był przewodniczącym Komisji Klasyfikacyjnej FIDE, członkiem Centralnego Komitetu FIDE oraz Rady Wykonawczej FIDE, a także Prezydentem Strefy Wschodnioeuropejskiej. Obecnie zajmuje stanowisko przewodniczącego Komisji Technicznej FIDE. W 2006 r., jako trzeci Polak w historii (po Dawidzie Przepiórce i Mieczysławie Najdorfie), został uhonorowany tytułem członka honorowego FIDE. Wielokrotnie brał również udział w redagowaniu wydawanych w Polsce kodeksów szachowych.
W 1994 r. zakończył szachową karierę, poświęcając się pracy działacza, dziennikarza oraz sędziego szachowego (w 1984 r. otrzymał tytuł sędziego międzynarodowego). W swojej karierze szachowego arbitra osiągnął znaczące sukcesy, sędziował m.in. mecz o mistrzostwo świata organizacji Braingames pomiędzy Garrim Kasparowem a Władimirem Kramnikiem w 2000 r. w Londynie, turniej pretendentów do meczu z mistrzem świata Władimirem Kramnikiem (z udziałem m.in. arcymistrzów Pétera Lékó, Weselina Topałowa i Aleksieja Szyrowa) w 2002 r. w Dortmundzie, rozegrane w 2006 r. w Riszon le-Cijjon II mistrzostwa świata w grze błyskawicznej, mecze pretendentów w 2007 r. w Eliście, mistrzostwa świata juniorów do 20 lat (Chotowa 2010), mistrzostwa świata w szachach szybkich i błyskawicznych (Astana 2012, Chanty-Mansyjsk 2013), memoriał Michaiła Tala (Moskwa 2012, 2013), mistrzostwa świata kobiet w szachach szybkich i błyskawicznych (Chanty-Mansyjsk 2014), mecz o mistrzostwo świata Magnus Carlsen – Viswanathan Anand (Soczi 2014) oraz wielokrotnie turniej elity Dortmunder Schachtage.
W 1971 uzyskał stopień doktora nauk technicznych na Politechnice Warszawskiej. W latach 1986–1990 pełnił funkcję redaktora naczelnego miesięcznika Szachy, w latach 1991–2002 Szachisty, a od 2003 r. – Magazynu Szachista.

## Publikacje
- Dzieje Polskiego Związku Szachowego do 1956 roku, Wydawnictwo „O-K”, Warszawa 2007, ISBN 83-903149-8-3.